# Nörgel & Söhne
Nörgel & Söhne oder was vor 9742 Jahren vormittags neun Uhr begann ist ein deutscher Puppentrickfilm des DEFA-Studios für Dokumentarfilme von Kurt Weiler aus dem Jahr 1967.

## Handlung
Erster von drei Filmen, die der Entstehung des Geldes nachgehen und dabei die Geschichte der Menschheit von der Sesshaftwerdung bis zur Erfindung des Geldes als Tausch-Äquivalent darstellen. Held ist Nörgel, der sich mit seiner Familie noch auf Wanderschaft befindet und damit beginnt, Arbeitsgeräte zu finden und schließlich selbst herzustellen.
Die Geschichte beginnt damit, dass Sohn Friedhelm auf der Wanderschaft  der Nörgels plötzlich „Ich habe Hunger“ ruft und damit nicht nur die Familie überrascht, sondern sie auch vor ein wichtiges Problem stellt, nämlich für Nahrung zu sorgen. Ein Problem taucht auf, als sich Großvater Nörgel einen Dorn in den Fuß tritt und nicht mehr weiterwandern kann. So werden die Nörgels sesshaft, bauen sich ein Dach über dem Kopf, beginnen mit der Tierzucht, bauen Pflanzen an und entdecken dabei auch, dass es ohne Arbeit kein Weiterleben gibt. Großvater Nörgel erfindet die ersten Arbeitsgegenstände und Mutter Nörgel den Sonnenhut, der dann zum heißbegehrten Tauschobjekt wird und Handel und Wandel unter den ersten Erdbewohnern auslöst. Das alles spielt Tausende von Jahren vor unserer Zeitrechnung und wird uns doch durch viele zeitgenössische Anspielungen nah und vertraut.
Da die ersten Menschen sich noch keiner ausgeprägten Sprache bedienten, begleitet ein knapper Kommentar das Geschehen. Karl-Marx-Zitate geben dem Text das philosophische Fundament.

## Auszeichnung
XI. Internationale Leipziger Dokumentar- und Kurzfilmwoche (1968): Silberne Taube (Kategorie 5, für Teil 1 & 2)